# Jacob Stephan
Jacob Stephan (auch Jakob) (* 13. November 1820 in Blödesheim; † 20. September 1905 in Osthofen) war ein hessischer Kaufmann und Abgeordneter der 2. Kammer der Landstände des Großherzogtums Hessen.
Stephan war der Sohn des Landwirts Nikolaus Stephan und dessen Ehefrau Christina geborene Flörsch. Sein Bruder  Peter Stephan (1818–1888) wurde ebenfalls Abgeordneter. Er lebte als Steinkohlenhändler in Osthofen.
1872 bis 1890 gehörte er der Zweiten Kammer der Landstände an. Er wurde für den Wahlbezirk Rheinhessen 4/Osthofen und die Nationalliberale Partei gewählt.